# Rencontres poétiques internationales de Bretagne
 (février 2016).
Si vous disposez d'ouvrages ou d'articles de référence ou si vous connaissez des sites web de qualité traitant du thème abordé ici, merci de compléter l'article en donnant les références utiles à sa vérifiabilité et en les liant à la section « Notes et références ».
Les Rencontres poétiques internationales de Bretagne sont un festival français de poésie internationale s'étalant sur trois jours dans différents lieux de Bretagne, et rassemblant poètes, écrivains et artistes.

## Historique
En 1979, Gwen et Dodik Jégou acquièrent un petit théâtre face à la maison natale de François-René de Chateaubriand à Saint-Malo intra-muros et y créent Les Rencontres de Gwen et Dodik, présentant leur art et la culture bretonne largement ouverte sur le monde.
En 1982, Dodik Jégou est nommée présidente des Rencontres poétiques internationales de Bretagne, prolongement des Rencontres poétiques du Mont-Saint-Michel, créées en 1956. Cette manifestation prit rapidement de l'ampleur avec l'aide de Claude Couffon, et il fallut trouver un nouveau local pour répondre à la demande, ainsi qu'un solide partenariat. La mairie de Saint-Malo répondit favorablement à l'appel, permettant à la Maison internationale des poètes et des écrivains de voir le jour au no 5 de la rue du Pélicot en étant inaugurée le 6 octobre 1990 par René Couanau, député-maire de Saint-Malo, et en présence de Federico Mayor Zaragoza, directeur général de l'UNESCO, et de Camilo José Cela (1916-2002), prix Nobel de Littérature en 1989, qui en fut le parrain.
Cette manifestation a accueilli plus de trois mille artistes venus du monde entier. Trois prix littéraires sont décernés à l'occasion de ces rencontres.

## Évènements
- 2007, 25e édition :
  - 11 octobre : hommage à Eugène Guillevic (1907-1997), poète traduit en plus de 60 langues. Journée avec les scolaires au château de la Briantais ;
  - 12 octobre : présentation des lauréats et remise des prix à l'hôtel de ville, à la tour des Moulins ;
  - 14 octobre : rencontre avec le poète italien Palo Ruffili, l'atelier Tugdual de Cancale, et le plasticien Jean-Jacques Dournon, qui illustra Guillevic ;
  - spectacle de clôture : Les plaisirs interdits, par les Butineuses (Virginie Guilluy, Laurent Sève, Anne Pia) ;
- 2012, 30e édition :
  - 13 octobre : remise des prix à la mairie de Saint-Malo (tour des Moulins), soirée au château de la Briantais avec différentes maisons d'édition. Spectacle avec l'association L'Escapade accompagnée par les Triory de Bretagne (musique du Moyen-Âge), et scène ouverte aux poètes présents ;
  - 14 octobre : présentation des lauréats, et rencontre avec le poète Pierre Dhainaut présenté par Max Alhau, visite des expositions au château ;
- 2013, 31e édition :
  - 11 octobre : dialogue entre collégiens et lycéens de la région malouine, avec le poète Jacky Essirard, sur la place de l'artiste dans la société. Invités : Hervé Cam et Lucie Albertini-Guillevic qui présentent un inédit d'Eugène Guillevic, Accorder[1], poèmes écrits entre 1933 et 1996. Présentation de l'écrivaine équatorienne Rocio Duran-Barba ;
  - 12 octobre : présentation des œuvres et exposition au château de la Briantais et remise des prix ;
  - 13 octobre : Salon de la petite édition, spectacle musical et poétique et scène ouverte avec l'Atelier de la Chanson française ;
- 2014, 32e édition :
  - 17 octobre : rencontres des lycéens et professeurs avec le poète chilien Pablo Poblete aux ateliers de traduction de la Maison internationale des poètes et des écrivains, dirigés par Rocio Duran-Barba. Hommage à Claude Couffon, écrivain et traducteur hispaniste ;
  - 18 octobre : rencontres avec Sylvestre Clancier, François Coulmin, Jean-Luc Despax, Yves Tetelbom, Rocio Duran-Barba au château de la Briantais. Distribution des prix à la tour des Moulins ;
  - 19 octobre : Salon de la petite édition, concert avec Sandrine Decroi au chant et Jean Chavanne au piano. Atelier de chansons françaises animé par Karine Moni.

## Prix décernés

### Grand prix international de poésie Guillevic-Ville-de-Saint-Malo
- - 2007 : Henri Meschonnic ;
  - 2011 : Philippe Jaccottet ;
  - 2012 : Jean Daive ;
  - 2013 : Jean-François Mathé ;
  - 2014 : Jean-Claude Schneider;
  - 2016 : Roland Reutenauer.

### Prix Georges Perros
- - 2007 : Yves Prié ;
  - 2011 : Dominique Sorrente ;
  - 2012 : Laurent Albarracin ;
  - 2013 : Denis Rigal ;
  - 2014 : Claude Bohi ;
  - 2016 : Jean-Claude Touzeil.

### Prix Imram(littérature en langue bretonne)
- - 2006 : Alan Stivell ;
  - 2011 : Mai-Ewen ;
  - 2012 : Lena Louarn ;
  - 2013 : Youenn Kervalan ;
  - 2014 : Paskal Tabuteau ;
  - 2016 : Denez Prigent.